# Аман, Макс
Ма́кс А́ман (нем. Max Amann; 24 ноября 1891, Мюнхен, Королевство Бавария, Германская империя — 30 марта 1957 или 31 марта 1957, Мюнхен) — партийный деятель НСДАП, имперский руководитель печати, рейхсляйтер (2 июня 1933 — 8 мая 1945), обергруппенфюрер СС (30 января 1936).

## Биография
Получил торговое образование. 24 октября 1912 года поступил на службу в 1-й Баварский пехотный полк. Во время Первой мировой войны служил в 1-й роте 16-го Баварского резервного пехотного полка фельдфебелем, в которой тогда же ефрейтором служил Адольф Гитлер. После войны работал в банке. 1 октября 1921 года вступил в НСДАП (билет № 3). В том же году назначен управляющим делами НСДАП и руководителем финансовыми делами партийной газеты «Фёлькишер беобахтер». В 1922 году стал директором Центрального издательства НСДАП «Франц Эер Ферлаг» и на этом посту руководил всей издательской деятельностью партии. Был членом тайной организации крайне-правых Aufbau Vereinigung. За участие в «Пивном путче» 9 ноября 1923 года был арестован и провёл 4,5 месяца в тюрьме. Именно он посоветовал Гитлеру изменить первоначальное чересчур длинное название его книги «Четыре с половиной года борьбы с ложью, глупостью и трусостью» (нем. «4½ Jahre Kampf gegen Luge, Dummheit und Feigheit») на «Моя борьба» (нем. «Mein Kampf»).
9 ноября 1924 год стал членом городского совета Мюнхена, 12 июня 1928 года — членом ландтага Верхней Баварии (до 12 июня 1930 года). В сентябре 1931 года в результате несчастного случая потерял левую руку. Это произошло в результате огнестрельного ранения 4 сентября 1931 года во время совместной охоты с генералом и будущим рейхсляйтером Францем Ксавером Риттером фон Эппом. 15 марта 1932 года вступил в СС (билет № 53 143) и сразу же получил чин группенфюрера СС. В 1933 году стал депутатом рейхстага от Верхней Баварии — Швабии.
После прихода Гитлера к власти превратил «Франц Эер Ферлаг» в крупнейшее в мире издательство. 14 ноября 1933 года стал председателем Германского объединения издателей газет, а на следующий день — президентом Имперской палаты печати (был до 1938 года). С 1935 года — член Имперской палаты культуры. На постах руководителя партийной прессы НСДАП и директора Центрального издательства НСДАП «Франц Эер Ферлаг» оставался до конца войны.

## Суд
4 мая 1945 года арестован американцами. На процессе по денацификации 8 сентября 1948 года приговорён к 10 годам трудового лагеря. После освобождения в 1953 году проживал в Мюнхене.

## Семейная жизнь
Супруга, Анна Фукс, родила Аману пятерых сыновей и была за это награждена Золотым Германским крестом матери. Один из сыновей — Рудольф (родившийся 28 апреля 1921 года), — будучи лейтенантом танковых частей, погиб 29 июня 1941 года в боях под Львовом.

## В культуре
- «Гитлер: Восхождение дьявола» / «Hitler: The Rise of Evil» (Канада, США; 2003) режиссёр Кристиан Дюге, в роли Макса Аманна — Марек Васут.

## Награды
- Железный крест 2-го класса (1914)
- Шеврон старого бойца
- Почётный крест ветерана войны
- Орден крови
- Золотой знак НСДАП
- Медаль За выслугу лет в НСДАП в бронзе, серебре и в золоте
- Кольцо «Мёртвая голова»
- Почётная медаль пионера труда